# Marco Silva
Pour les articles homonymes, voir Silva.
Marco Silva, né le 12 juillet 1977 à Lisbonne, est un footballeur portugais reconverti entraîneur. Il est depuis 2021 l’entraîneur de  Fulham FC.

## Biographie

### Parcours de joueur
Natif de Lisbonne, Marco Silva commence à jouer au football dans le club de Cova da Piedade dans la banlieue de la capitale portugaise, où il est repéré par le troisième grand club de la ville, le Belenenses. Il intègre l'équipe des moins de 19 ans de ce club en 1994 à l'âge de 17 ans. Après avoir découvert le football professionnel à Belenenses en 1996-1997, il change de club quasiment chaque saison entre 1997 et 2005. En 2005-2006, il intègre le club d'Estoril où il reste six saisons et termine sa carrière de joueur.

### Parcours d'entraîneur

#### Estoril
En 2011 il commence sa carrière d'entraîneur de football dans le club du Grupo Desportivo Estoril-Praia où il avait terminé sa carrière de joueur la saison précédente. Dès sa première saison, il monte en première division, terminant champion de deuxième division avec un bilan de 16 victoires, 9 matchs nuls et 5 défaites. À l'issue de la deuxième saison il termine à la 5e place du championnat, se qualifiant ainsi pour la Ligue Europa. Estoril perd durant l'été 2013 trois joueurs clés qui partent chacun dans l'un des trois grands clubs du pays (Steven Vitória signe au Benfica, Jefferson au Sporting et Licá au FC Porto). Cependant, le club améliore le classement de la saison précédente en terminant 4e du championnat avec un total de 15 victoires, 9 matchs nuls et 6 défaites. En Ligue Europa, le club passe deux tours de qualification et termine la compétition avec 3 victoires, 4 matchs nuls et 3 défaites. En championnat, Estoril termine invaincu face au Sporting CP (0-0, 1-0) et au FC Porto (2-2, 1-0), brisant même le 23 février 2014 une longue série d'invincibilité du FC Porto à domicile qui durait depuis 81 matchs (68 victoires et 13 matchs nuls)[réf. nécessaire].

#### Sporting CP
Le 21 mai 2014, après le départ de Leonardo Jardim pour l'AS Monaco, Silva est nommé entraîneur du Sporting Clube de Portugal, signant un contrat de quatre ans,.
Le 4 juin 2015 après une saison à la tête du Sporting Portugal et avoir gagné la Coupe du Portugal il est limogé de son poste d'entraîneur à cause de ses mauvaises relations avec le président du club. Il est remplacé par Jorge Jesus.

#### Olympiakos
Le 7 juillet 2015, Marco Silva est nommé entraineur de l'Olympiakos. Il y remporte notamment le championnat grec lors de la saison 2015-2016 mais quitte le club à l'issue de la saison, citant des raisons personnelles.

#### Hull City
Silva est nommé entraîneur de Hull City le 5 janvier 2017. Le club est alors dernier de Premier League avec trois points de retard sur le premier relégable. Il ne parvient cependant pas à maintenir le club, qui termine dix-huitième à six points du premier non-relégable, et démissionne à l'issue de la saison.

#### Watford FC
Quelques jours après sa démission, Silva rejoint le club de Watford dans le même championnat le 27 mai 2017 dans le cadre d'un contrat de deux ans. Auteur d'un bon début de saison avec les Hornets l'ayant amené jusqu'à la quatrième place au mois d'octobre, il est notamment approché par Everton durant le mois de novembre pour reprendre le poste vacant d'entraîneur, une approche rejetée par le club. Après cet épisode cependant, les résultats du club se détériorent fortement, n'obtenant que cinq points sur les dix matchs de championnat suivants ; les raisons principalement citées pour cette baisse de forme étant la déstabilisation de l'entraîneur, couplé au grand nombre de blessures ayant touché l'effectif durant cette période.
À la suite d'une nouvelle défaite par à Leicester City, Silva est finalement renvoyé le 21 janvier 2018, alors que le club est encore classé dixième avec cinq points d'avance sur le premier relégable. Le club cite notamment parmi les raisons de ce renvoi une « approche injustifiée par un rival du championnat » ayant entraîné une « détérioration significative des résultats » et de l'engagement de l'entraîneur, mettant en péril l'avenir à long terme du club,.

#### Everton FC
Le 31 mai 2018, Marco Silva est nommé entraîneur de l'Everton FC. Il est limogé de ce poste le 5 décembre 2019 à la suite de mauvais résultats.

#### Fulham FC
Le 1er juillet 2021, il signe un contrat de trois ans avec Fulham. Le technicien succède à Scott Parker.

## Palmarès d'entraîneur

### Estoril
- Champion du Portugal de deuxième division en 2012.

### Sporting Clube de Portugal
- Vainqueur de la Coupe du Portugal en 2015.

### Olympiakos
- Championnat de Grèce en 2016.

### Fulham FC
- Championnat d'Angleterre de seconde division en 2022.